# Ржев (фильм)
«Ржев» — российский художественный военный фильм режиссёра Игоря Копылова, главные роли в котором сыграли Сергей Жарков, Александр Горбатов, Александр Бухаров, Иван Батарев. Экранизация повести Вячеслава Кондратьева «Искупить кровью». Театральный прокат картины начался 5 декабря 2019 года, телевизионная премьера состоялась 8 мая 2020 года на телеканале «Россия-1».

## Сюжет
В фильме рассказывается об одном из эпизодов Ржевской битвы во время Великой Отечественной войны. Рота советских солдат, уже понёсшая тяжёлые потери, занимает деревню Овсянниково и получает от командования приказ удержать её любой ценой. Действие разворачивается в течение одного дня. Рота поддерживает неудачную атаку соседей на деревню Усово, в подвале овсянниковской церкви солдаты находят трупы местных жителей, расстрелянных врагом. Выясняется, что один из солдат — уголовник, присвоивший чужие документы, но сослуживцы решают его не выдавать. В деревне появляется офицер-«особист», посланный туда из-за разбросанных с немецкого самолёта листовок с призывом сдаваться. Он находит такие листовки у одного из солдат и арестовывает его как предателя. Однако по пути через поле особиста ранят, так что и он, и арестованный (рядовой по кличке «Папаша») прячутся в воронках и ждут ночи.
Вскоре немцы предпринимают контратаку на Овсянниково. Папаша убивает двух вражеских пулеметчиков и открывает по атакующим огонь с тыла, но те всё же занимают церковь; Папаша и особист пытаются пройти к своим и погибают. Немцы решают не атаковать больше, а обстрелять Овсянниково минами. Их разговор слышит один из советских солдат и докладывает об этом ротному. Тот приказывает оставить деревню, остаётся прикрывать отход с ещё двумя бойцами, а после обстрела тоже уходит. Подполковник приказывает ему немедленно отбить Овсянниково с выжившими бойцами. Он объясняет ротному, что главный удар будет наноситься в другом месте, а сейчас немцы должны поверить, что главное направление — именно Овсянниково. В финале доукомплектованная рота по ночному заснеженному полю идёт к охваченной огнём деревне.

## В ролях
- Сергей Жарков — ротный командир
- Александр Горбатов — Иван Басов
- Александр Бухаров — сержант Сысоев
- Иван Батарев — Карцев
- Арсений Семёнов — политрук
- Олег Гаянов — Мачихин
- Григорий Некрасов — Рыков, младший лейтенант особого отдела НКВД
- Игорь Грабузов — Журкин
- Александр Аравушкин — Петрович
- Дан Розин — Виктор Сомов
- Андрей Коровниченко — Ларионов
- Роман Грибков — Ушаков
- Пётр Логачёв — Власюк
- Евгений Лямин — Елисеев

В картине нет ни одной женской роли .

## Литературная и историческая основа
Фильм снят по повести «Искупить кровью» писателя-фронтовика Вячеслава Кондратьева, впервые опубликованной в журнале «Знамя» в 1991 году. Повесть, в отличие от ранних произведений писателя и его главной повести — «Сашка», литературоведы считали слабой: так, на страницах журнала «Литературное обозрение» отмечалось, что хотя в ней много деталей дорогого писателю фронтового быта, но в ней нет характера, повесть поддаётся пересказу, а «„Сашку“ так не перескажешь» (повесть «Сашка», тоже о Ржевской битве, была экранизирована в 1981 году).
Прозвучало мнение, что создатели фильма специально взяли для экранизации повесть, написанную на волне «перестройки»:

Создатели «Ржева» попытались прикрыться первоосновой — повестью писателя-фронтовика Вячеслава Кондратьева «Искупить кровью». Повесть пришлась на времена поздней перестройки, когда её автор ударился в политику и призывал к скорейшему демонтажу советского строя. Но распад СССР и последующие события станут для писателя глубочайшим потрясением, и уже в начале 1992 года он начнёт публиковать статьи с резкой критикой происходящего. Вячеслав Леонидович ушёл из жизни в 1993 году, а если бы дожил до наших времён, то вряд ли дал бы разрешение на экранизацию своего самого политически ангажированного и неудачного произведения.— Андрей Сидорчик, Аргументы и факты
Корреспондент газеты «Культура» считает, что авторы фильма, экранизируя повесть близко к тексту, всё же изменили её смысл, сделав картину героическим боевиком: по сравнению с кондратьевскими персонажами герои «Ржева» кажутся «картонными», кондратьевские «чернорабочие войны» превратились в схематичных «богов», а их горькая судьба — в эффектный монумент мужеству и самоотверженности:

Писатель Кондратьев наивно объяснял человекоубийство самодурством комбата и рассматривал войну как высший суд, чётко маркируя персонажей «свой — чужой». Режиссёр Копылов настаивает на моральной высоте красноармейцев и даже командиров, пожертвовавших геройской ротой ради подготовки прорыва на соседнем участке фронта. Диалоги бойцов служат здесь разминкой перед парадом признаний в любви к отечеству, верности товарищам и долгу. Проза Кондратьева таких плакатных излишеств не подразумевала; писатель показывал невзрачную изнанку войны, открывая в словах и поступках героев высший, страшный, отнюдь не открыточный смысл.— газета «Культура»

## Производство и релиз
Спонсором фильма стал петербургский предприниматель Евгений Пригожин, считавшийся близким к президенту РФ Владимиру Путину. Планировалось снимать фильм под Ржевом, в Овсянникове, но из-за отсутствия жилья в тех местах было решено перенести съёмки на Ржевский полигон около Санкт-Петербурга. Там была построена деревня, в заброшенных тверских сёлах разбирались дома и транспортировались на полигон для воссоздания подлинного облика деревни.
Создатели фильма решили не отступать от реализма, поэтому в батальных сценах не использовались спецэффекты.
Первый показ фильма состоялся 27 ноября 2019 года в титульном городе — Ржеве, а 30 ноября второй премьерный показ, на который пришёл министр культуры Владимир Мединский, состоялся в Москве.
В широкий прокат лента вышла 5 декабря 2019 года. За первый уикенд фильм занял 5-е место по количеству зрителей и сборов в России — фильм посмотрели более 150 тыс. россиян, сборы составили свыше 38,5 млн рублей.

## Оценки
«Ржев» наряду с «Т-34» и «Движением вверх» вошёл в список лучших фильмов 2019 года, составленный Всероссийским центром изучения общественного мнения в рамках аналитического обзора, приуроченного к концу года.
Отзывы критиков были противоречивыми. Так, обозреватель ИА «Регнум» обнаружил в сюжете излишнюю натуралистичность, несостыковки, идеологическую направленность:

Фильм вместо нового слова в кинолетописи войны добавил ещё один куплет во всё ту же старую песню об отсталости СССР, бездарности советского командования, «заваливании врага трупами» и тоталитарных большевистских ужасах, «вопреки которым» русский человек с Божьей помощью всё же победил. Открытым текстом всё в фильме транслирует авторскую идею: коммунистическая идеология, советское воспитание — это смешная, наносная и бесполезная, а то и вредная в настоящем деле ерунда.
— М. Александрова. ИА REGNUM
Те же недостатки увидел в "Ржеве" и другой критик, отметивший, правда, ряд явных достоинств (тщательную «прорисовку» деталей, динамичность сюжета, жёсткий реализм):

Фильм собрал практически все штампы — здесь вам и пьющий командир, отдающий жестокие приказы, и глупый политрук, не обладающий никаким авторитетом, и герой-уголовник, и жестокий особист, и враг советской власти, воюющий «не за неё, а за Россию». Какое это всё имеет отношение к правде о войне? Да ни малейшего. Правда жизни заключается в том, что главную тяжесть войны вынесли поколения, воспитанные советской властью, комсомольцы и коммунисты, а вовсе не «блатные» и не бывшие белогвардейцы.— Андрей Сидорчик, Аргументы и факты
Рецензент газеты «Литературная Россия», признав, что фильм начинается очень мощно, предельно реалистичной и правдивой сценой атаки, пишет, что этим достоинства фильма и заканчиваются: художественная убедительность пропадает, и дальнейшее действие представляет собой растянутый показ набора штампов и фантазий создателей, превращающих фильм в карикатуру:

Некоторые утверждают, что эту халтуру обязательно нужно показывать молодёжи, чтобы поняли всю суровость войны. Дескать, подавай экшена с элементами истории, только так и можно достучаться. Если на таких фильмах воспитывать отношение молодого поколения к прошлому и памяти о Великой Отечественной войне, то ничем хорошим это не закончится.— «Литературная Россия»